# Astragalus exscapus
Astragalus exscapus es una  especie de planta herbácea perteneciente a la familia de las leguminosas. Se encuentra en Europa y Próximo Oriente.

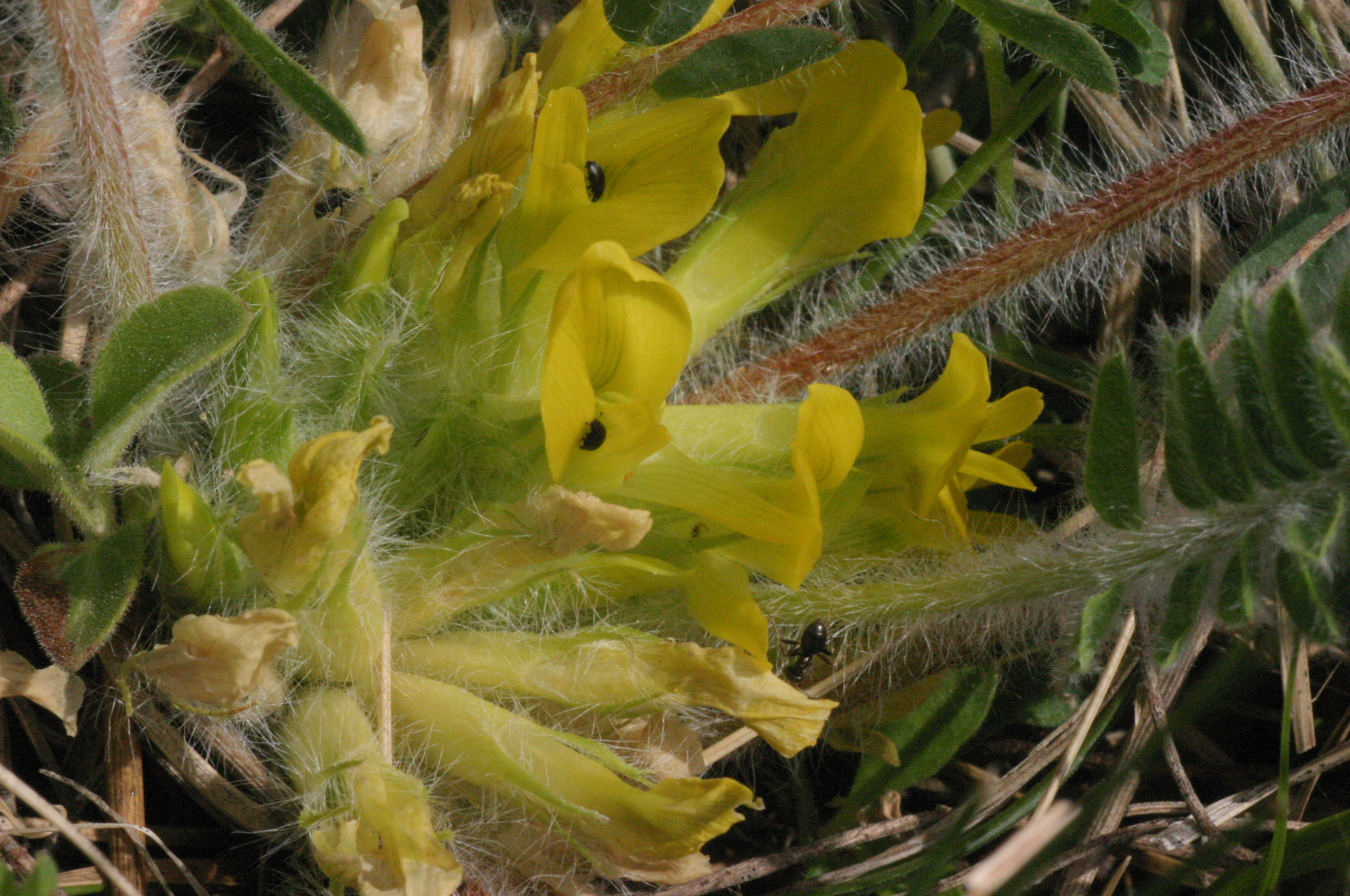
Detalle de las flores

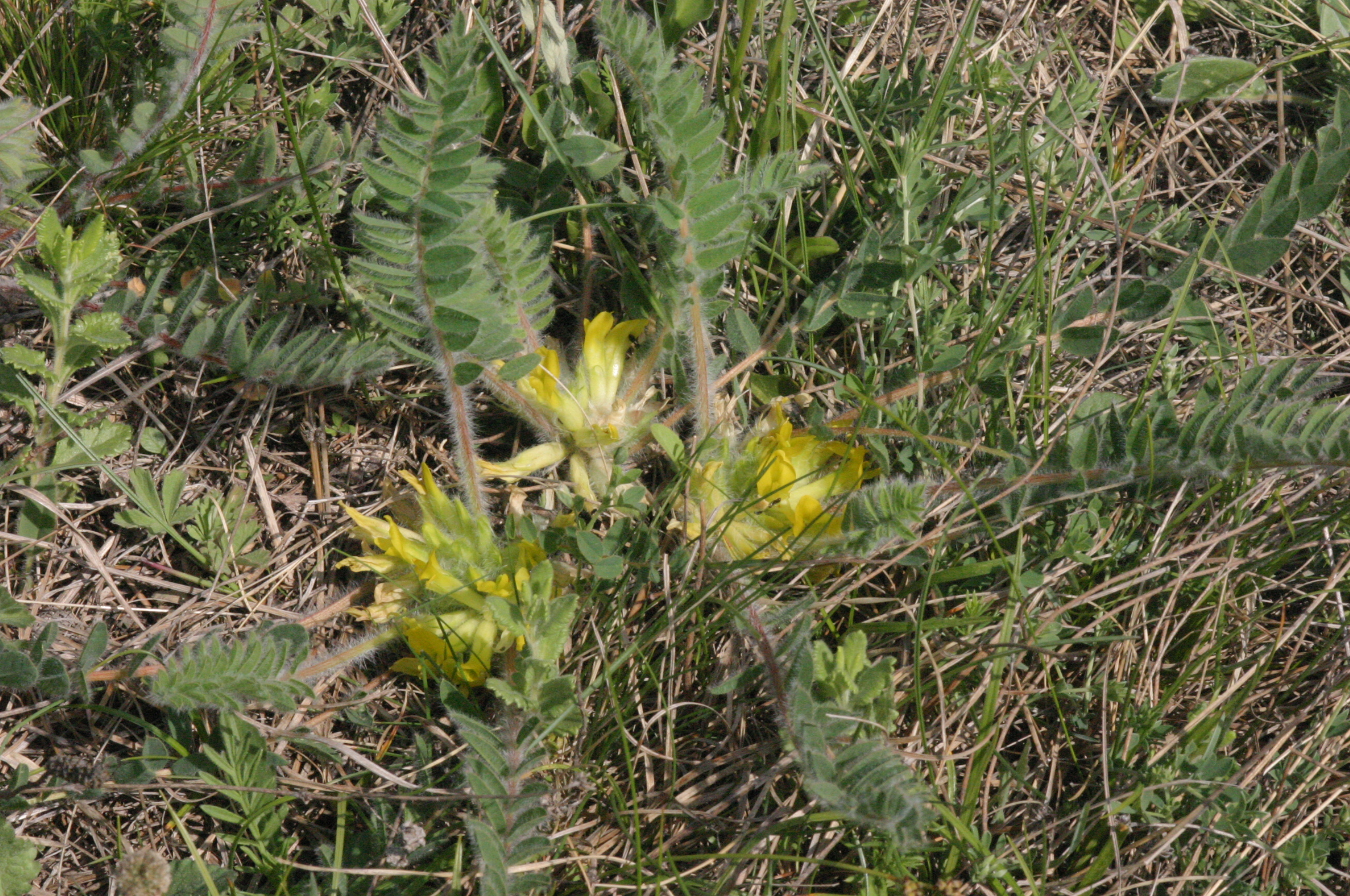
Vista de la planta en su hábitat

## Descripción
La planta crece en forma de hoja caduca, o perenne, planta herbácea que alcanza un tamaño de 3 a 10 cm de altura. Tanto los muy cortos tallos como  las hojas son densamente peludos hacia el exterior. Las hojas se agrupan en rosetas en la base del tallo. Dispuestas en una roseta basal las hojas son de 12 a 19 pares de foliolos imparipinnados con un foliolo terminal distinto. Las estípulas son largas y conectado al pecíolo. La inflorescencia generalmente tiene entre ocho y cincuenta flores. Los flores son hermafroditas  y zigomórficas. Los cinco pétalos son de color amarillo brillante. Los casi sésiles legumbres tienen una longitud de 1,5 a 2 centímetros y son ovadas, hinchadas y con pelo hirsuto denso.

## Distribución y hábitat
Es una planta herbácea perennifolia que se distribuye por Albania, Austria, Bulgaria, República Checa, Eslovaquia, la antigua Yugoslavia, Francia, España, Alemania, Grecia, Hungría, Italia, Moldavia, Rumania, Suiza y Ucrania en Europa y en Oriente Medio en Turquía.

## Taxonomía
Astragalus exscapus fue descrita por  Linneo y publicado en Mantissa Plantarum 2: 275, en el año 1771.
Variedades aceptadas
- Astragalus exscapus subsp. exscapus L.
- Astragalus exscapus subsp. pubiflorus (DC.) Soo
- Astragalus exscapus subsp. transsilvanicus (Schur) Nyar.[3]

Etimología
Astragalus: nombre genérico derivado del griego clásico άστράγαλος y luego del Latín astrăgălus aplicado ya en la antigüedad, entre otras cosas, a algunas plantas de la familia Fabaceae, debido a la forma cúbica de sus semillas parecidas a un hueso del pie.
exscapus: epíteto latíno que significa  "sin escapo".
Sinonimia
subsp. exscapus L.
- Astragalus angustiflorus subsp. hellenicus (Boiss.) Ponert
- Astragalus hellenicus Boiss.
- Astragalus leiocarpus Shuttlew.
- Astragalus syphilitica Moench
- Tragacantha exscapa (L.) Kuntze
- Tragacantha hellenica (Boiss.) Kuntze

subsp. pubiflorus (DC.) Soo
- Astragalus odessianus Prodan
- Astragalus pubiflorus DC.
- Tragacantha pubiflora (DC.) Kuntze

subsp. transsilvanicus (Schur) Nyar.
- Astragalus transsilvanicus Schur[6]